# Здравница (городской округ Мытищи)
Здравница — посёлок в городском округе Мытищи Московской области России. 1994—2006 гг. — посёлок Коргашинского сельского округа Мытищинского района. Население — 940 чел. (2010).

## География

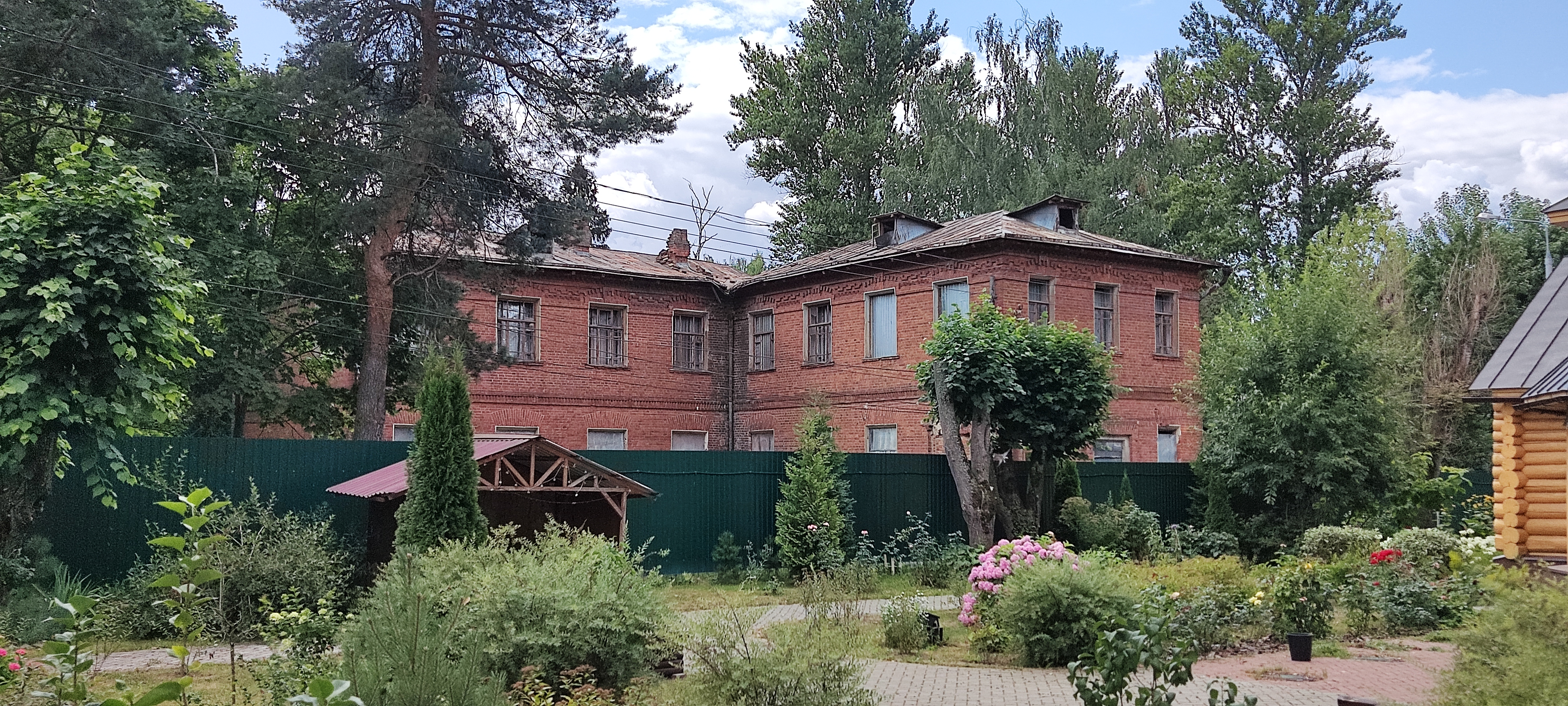
Корпус для больных туберкулёзом лёгких в Здравнице

Расположен на севере Московской области, в юго-восточной части Мытищинского района, примерно в 5 км к северу от центра города Мытищи и 7 км от Московской кольцевой автодороги, недалеко от Пироговского водохранилища системы канала имени Москвы. В посёлке одна улица — Дубки, приписано два садоводческих товарищества. Ближайшие населённые пункты — деревни Высоково, Зимино и посёлок Свиноедово.

## Население
| 2002 | 2010 |
| ---- | ---- |
| 747  | ↗940 |

## Перспективы развития
Через посёлок пройдёт Мытищинская хорда, открытие которой планируется на IV квартал 2024 года.